# Companhia Açucareira Rio Doce
A Companhia Açucareira Rio Doce, também conhecida pela sigla CARDO ou como Açucareira, foi uma empresa subsidiária da Companhia Siderúrgica Belgo-Mineira sediada no município brasileiro de Governador Valadares, no interior do estado de Minas Gerais. A empresa tinha como finalidade a produção de açúcar e álcool, tanto para consumo nacional quanto para exportação. Iniciou suas operações em 1948 e encerrou suas atividades em 1978. Atualmente, seu antigo parque industrial é de propriedade do governo municipal e é tombado como patrimônio histórico municipal desde 2001, com planos de se tornar um centro cultural.

## Histórico
A CARDO foi fundada em 1946 como subsidiária da Siderúrgica Belgo-Mineira, tendo entrado em operação em 1948. Chegou a produzir 600 sacas de açúcar e 10 mil litros de álcool por dia, a partir de uma plantação de cana-de-açúcar de 85 alqueires. Para lidar com as demandas de matéria-prima da usina, a lavoura canavial foi expandida para os municípios de Tarumirim e Açucena, porém não foi o suficiente para a demanda da usina, que teve suas atividades encerradas em 1978.
Sua antiga planta industrial foi tombada como patrimônio histórico municipal de Governador Valadares em 2001.

## Cultura

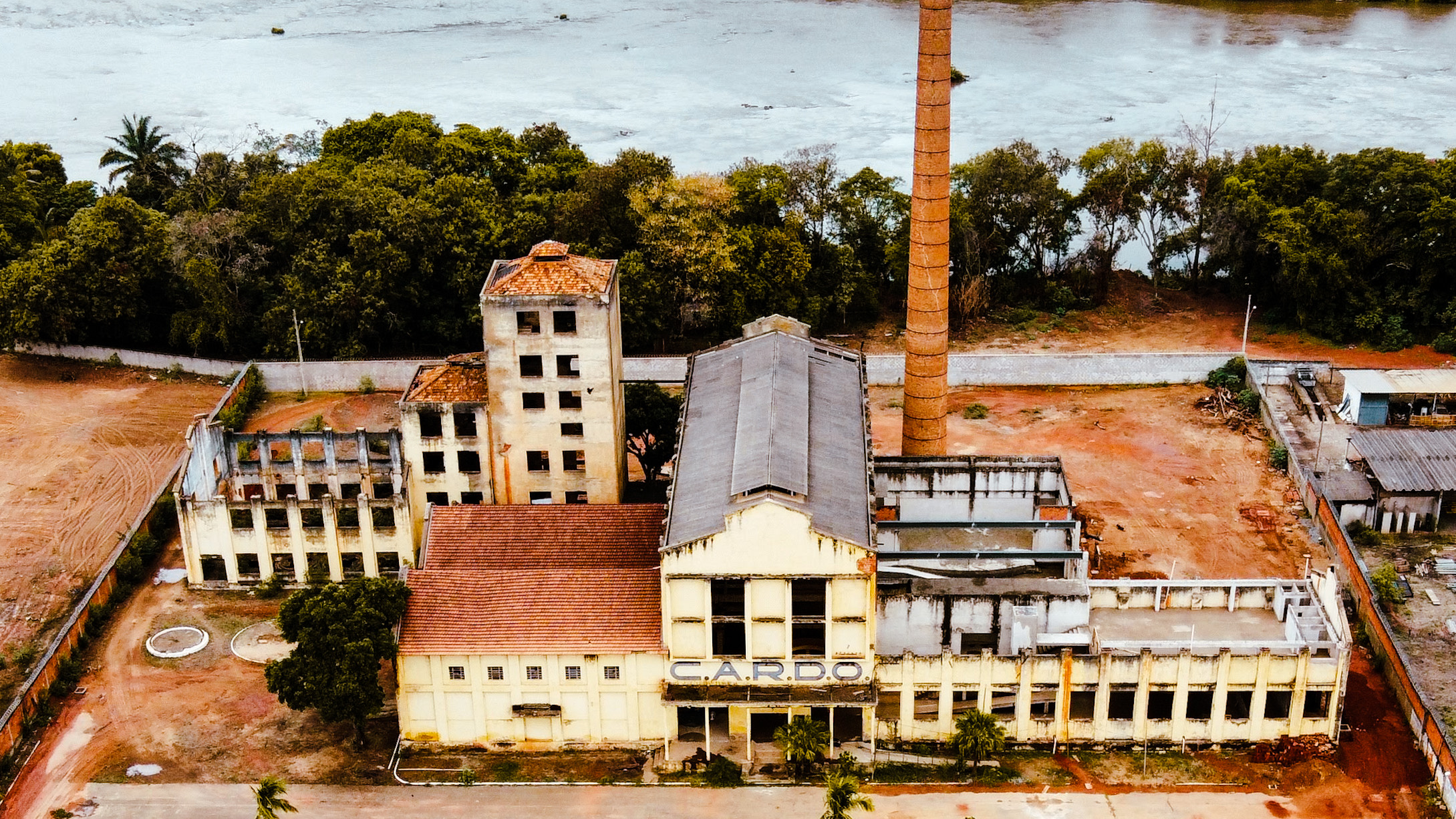
A antiga planta industrial da CARDO, atualmente patrimônio histórico municipal

A antiga planta industrial, conhecida como Açucareira, foi tombada como patrimônio histórico municipal no dia 2 de abril de 2001, mas a primeira ordem de serviço para a reforma do edifício foi assinada em 2011. Os serviços de reforma se iniciaram em 2012, porém não foram concluídos. O terreno é usado para sediar eventos culturais.
Em 2024, foi proposta uma parceria entre o município e a Fundação Percival Farquhar, mantenedora da Universidade Vale do Rio Doce (Univale), para que a fundação assumisse o edifício e o transformasse em um centro de convenções, com a concessão sendo de 20 anos.